# Marcus Jeroch
Marcus Jeroch (* 1964 in Hamburg) lebt in Berlin und ist ein vielseitiger deutscher Bühnenkünstler. Besonderer Schwerpunkt seiner Bühnenarbeit liegt auf Texten und Liedern von Friedhelm Kändler, gepaart mit akrobatischen Elementen.
Bekannt ist er auch durch seine langjährige Moderation im Frankfurter Tigerpalast.
2017 gründete er den Jeroch-Verlag mit Sitz in Berlin, der bisher (2019) zwei Bücher Friedhelm Kändlers auflegte.

## Preise
Ausgezeichnet wurde er u. a. 1995 mit dem Wilhelmshavener Knurrhahn, 1998 mit dem Deutschen Comedypreis, 2000 mit dem Sonderpreis des Deutschen Kabarett-Preises für sein Programm „WoWo“ – Literarité mit Texten von Ernst Jandl, Friedhelm Kändler und Daniil Charms, 2011 mit der Morenhovener Lupe und dem Ravensburger Kupferle sowie 2012 mit dem Kleinkunstpreis Baden-Württemberg.